# Leticia Cline
Leticia Ann Cline (Passmore) (1 de octubre de 1978) es una modelo estadounidense, más conocida como entrevistadora para la TNA Wrestling y por su aparición en la revista Playboy en julio de 2008.

## Inicios de su carrera

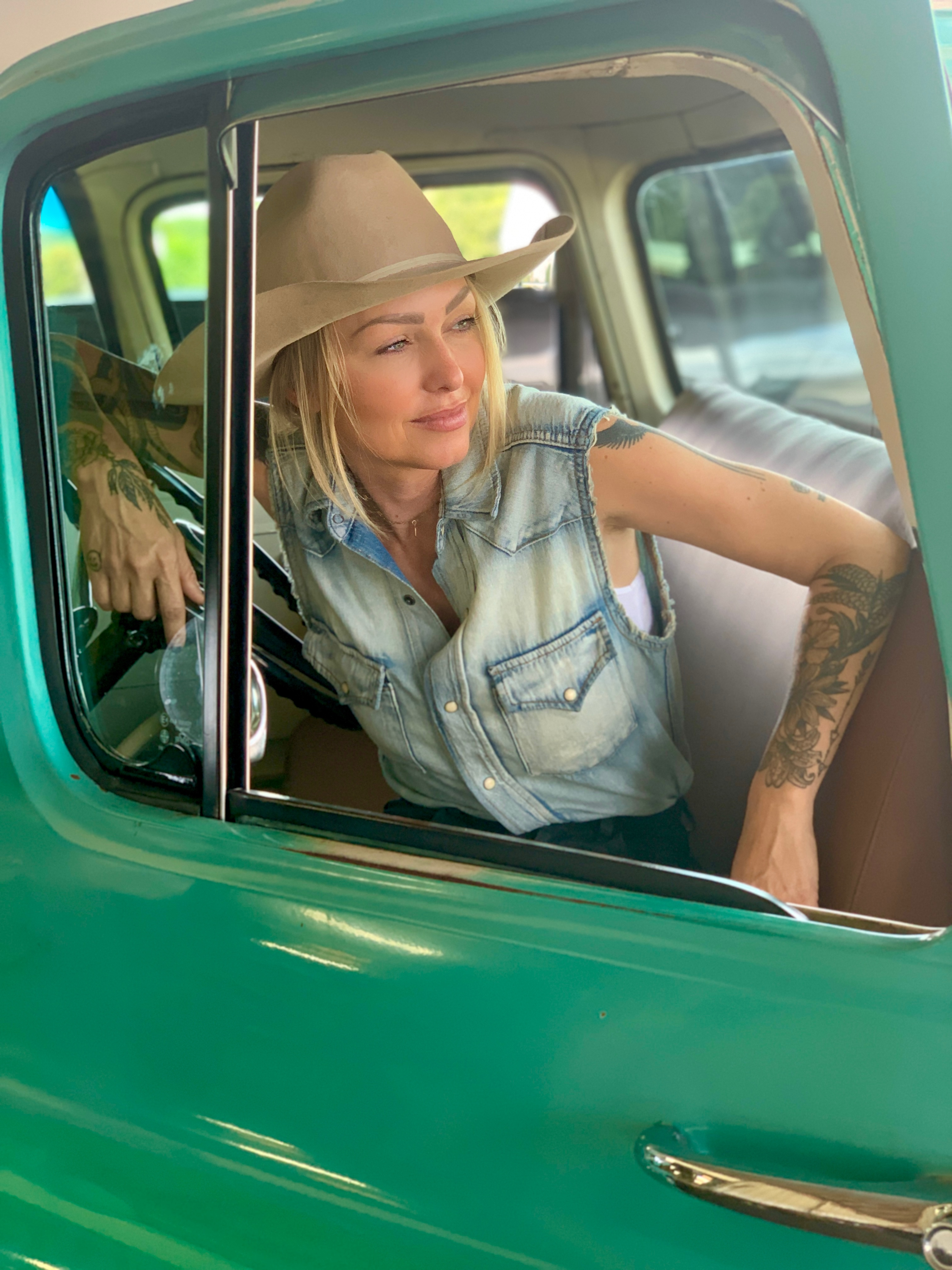
La modelo, actriz, periodista y política, Leticia Cline, se sienta casualmente en un camión antiguo en una reunión sobre autos y café, un evento mensual que Cline ayuda a organizar en su ciudad natal de Cave City, KY.

Empezó modelando a la edad de 14 años. Se esforzó por aparecer en varias revistas estadounidenses y pasó un año en el modelado en Japón. A continuación, se centró en sus estudios; obtuvo grados en psicología y finanzas de la Universidad de Kentucky en 2000 y se convirtió finalmente en contadora pública. También se casó y tuvo un hijo, pero el matrimonio terminó tiempo después.

## Televisión
El 23 de octubre de 2006, el productor de Total Nonstop Action Wrestling, Jessie Ward la reclutó en TNA como entrevistadora. Hizo su debut en televisión el 30 de noviembre de 2006 en el episodio deTNA Impact!. Tomó un descanso de TNA a fines de 2007 para concentrarse en otros proyectos. Su última aparición en TNA fue en su primer show de dos horas. Su retiro de TNA fue oficialmente concedido el 25 de noviembre de 2007.
Era una de las "bellezas" en la temporada 2008 del reality show Beauty and the Geek(Temporada 5). En la semana 5 de B & G, Matt Carter y Leticia ganaron el desafío de telenovela de Young and the Restless. Fueron eliminados en la final de la serie y consiguieron el tercer lugar.
Apareció en el reality show de Howard Stern Bowling Beauties en 2008, pero perdió en el tercer episodio.